# Edwin Carr
Edwin Carr, novozelandski skladatelj, dirigent in pianist, * 10. avgust 1926, Auckland, Nova Zelandija, † 27. marec 2003, Waiheke Island.

## Dela

### Opere
- Nastasya, opera v treh dejanjih po romanu Idiot Fjodorja Dostojevskega
- Le Crime de Lord Arthur Savile en un acte et 8 scènes basé sur une courte histoire d'Oscar Wilde
- Le Dédale des muses en un acte pour trois voix et trois instruments.

### Simfonije
- 4 symphonies et une symphonietta

### Pièces orchestrales
- 3 ouvertures »Mardi gras« »Pacific Festival« »Gaudeamus«
- Musique de nuit - Scherzo
- Les douze signes pour vents, cuivres, harpes et percussions.
- »The End of the Golden Weather - seascape«
- »The four elements«.
- »Poems« pour piano et orchestre, basé sur »Katherine Mansfield poems«
- Six études pour orchestre à cordes, »Auckland 71 » pour orchestre et choeur.
- Concerto pour hautbois et orchestre

### Komorna glasba
- Deux quatuors à cordes
- Les quatre éléments pour quatre mandolines
- Quatuor de clarinettes
- Œuvre pour basson et piano
- Octuor à vent
- Waiheke : quatuor pour hautbois musette, hautbois, cor anglais et hautbois basse
- Quintette pour piano

### Œuvres vocales
- 3 Shakespeare Songs
- 3 Love Songs
- 5 Chants et Poèmes de Carl Wolkskehl en allemand pour piano et orchestre
- »Eve des Eaux« - 8 chants en français

### Chant choral
- 3 Song of Solomon
- Eye of the Wolds
- A Blake Cantata
- An Easter Cantata

### solo
- 3 sonate za klavir
- 12 »pleasant Pieces«
- 3 livres pour études de concert
- 4 petites études
- Révélation
- 3 »Doves of Peace«
- Les 4 saisons
- 4 Suites ga 2 klavir
- Sonate ga violina solo
- Sonate ga violina in klavir
- Aubade ga klarinet in klavir
- 4 Etudes ga oboa d'amore, oboa in klavir
- Sonatine ga klavir
- Sonate pour orgue
- Sonate 2 ga klaviri.
- Valse pour une jeune fille ga klavir
- Petit concert ga flavta, oboa in fagot
- 3 pièces ga oboa in orgue